# Alexsandro Victor de Souza Ribeiro
Alexsandro, mit vollem Namen Alexsandro Victor de Souza Ribeiro (* 9. August 1999 in Rio de Janeiro) ist ein brasilianischer Fußballspieler, der aktuell beim OSC Lille in der Ligue 1 spielt.

## Karriere
Alexsandro begann seine fußballerische Ausbildung in seiner Geburtsstadt beim CR Flamengo. Im Januar 2017 wechselte er zum Resende FC.
Nach zwei Jahren, im Januar 2019 wechselte er nach Portugal zum SC Praiense aus Praia da Vitória (Azoren). Dort kam er im Rest der Saison 2018/19 zu zehn Ligaeinsätzen und vier weiteren in den Aufstiegsplayoffs zur Segunda Liga. In der Saison 2019/20 war er weiterhin gesetzt und spielte 20 Mal in der dritten Liga.
Im Sommer 2020 wechselte er zum Ligakonkurrenten Amora FC. Hier spielte er in der Spielzeit 2020/21 24 Mal und fast immer über die 90 Minuten.
Nach der Saison wechselte er in die Segunda Liga zu GD Chaves. Bei seinem Debüt am ersten Spieltag der Saison 2021/22 schoss er bei einem 2:2-Unentschieden gegen den Varzim SC auch direkt sein erstes Tor. Insgesamt spielte er in jener Spielzeit 34 Mal, wobei er dreimal traf und nach gewonnener Relegation mit Chaves in die Primeira Liga aufstieg.
Nach nur einer Saison bei Chaves verließ er Portugal wieder und schloss sich dem OSC Lille an. In der Ligue 1 spielte er am ersten Spieltag bei einem 4:1-Sieg über die AJ Auxerre das erste Mal. Bei einem 4:3-Sieg über die AS Monaco schoss er am zwölften Spieltag der Saison 2022/23 sein erstes Tor in Frankreich.

## Nationalmannschaft
Am 5. Juni 2025 deübierte Alexsandro beim Qualifikationsspiel für die Fußball-Weltmeisterschaft 2026 gegen Ecuador. In der Partie stand er in der Startelf.

## Erfolge
GD Chaves
- Aufstieg in die Primeira Liga: 2022